# Lazer
Lazer – miejscowość i gmina we Francji, w regionie Prowansja-Alpy-Lazurowe Wybrzeże, w departamencie Alpy Wysokie.

## Demografia
Według danych na rok 1990 gminę zamieszkiwało 267 osób, a gęstość zaludnienia wynosiła 12 osób/km². W styczniu 2015 r. Lazer zamieszkiwało 350 osób, przy gęstości zaludnienia wynoszącej 15,9 osób/km².